# باربرا باين
باربرا باين (بالإنجليزية: Barbara Payne)‏ هي لاعب كرة قاعدة أمريكية، ولدت في 18 سبتمبر 1932 في شريفبورت في الولايات المتحدة.